# ناحیه آلتین‌کول
ناحیهٔ آلتین‌کول (به ازبکی: Oltinko‘l tumani، آلتین‌کۉل تومنی)(به روسی: Алтынкульский район) یک ناحیه در ازبکستان است که در ولایت اندیجان واقع شده‌است. ناحیه آلتین‌کول ۲۱۰ کیلومتر مربع مساحت و ۱۹۲٬۱۰۰ نفر جمعیت دارد.